# Tolerantie-edict (1781)

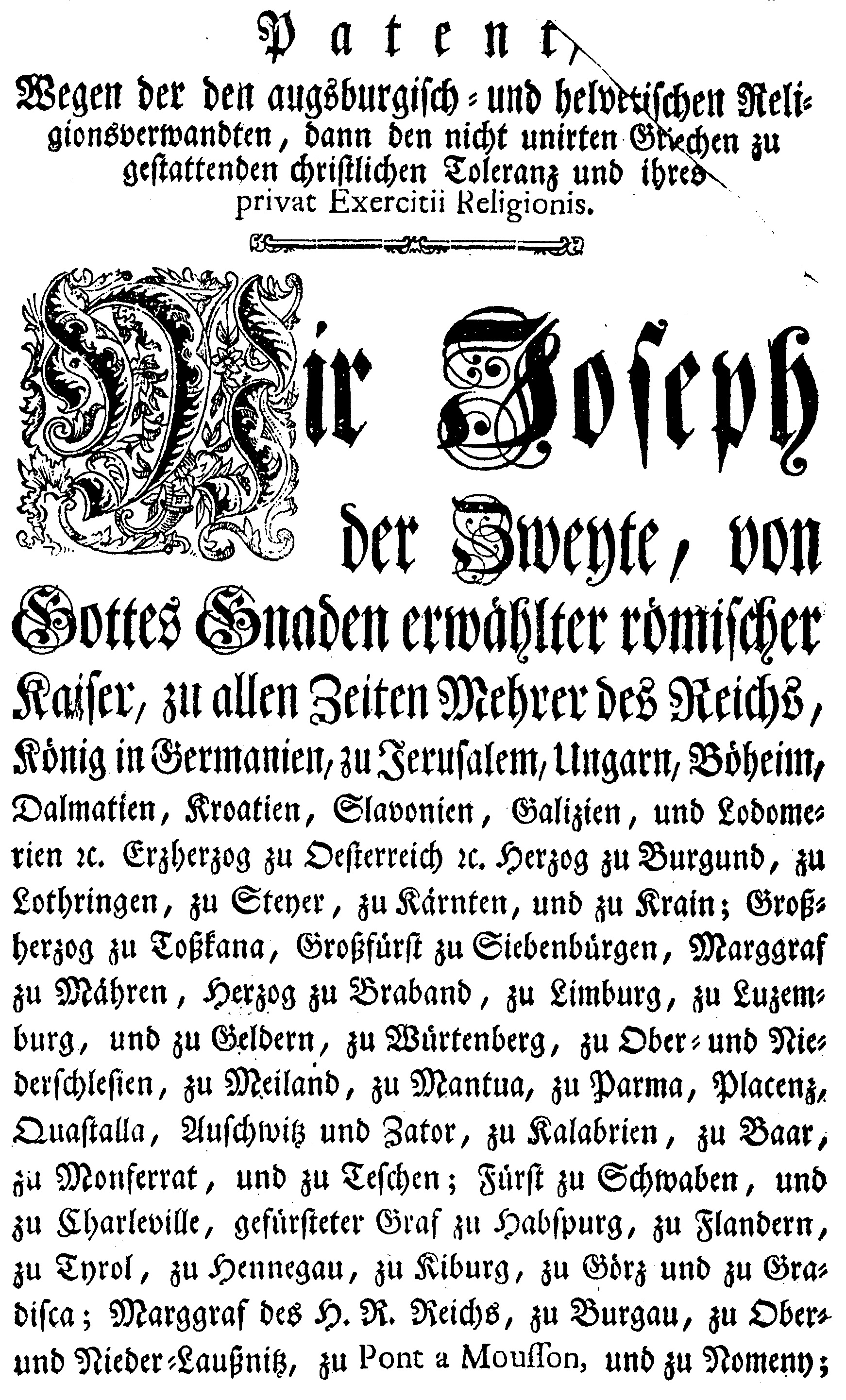
Eerste pagina van het edict of patent

Het Tolerantie-edict van de Habsburgse keizer Jozef II was wetgeving afgekondigd op 12 november 1781 die in de Oostenrijkse erflanden burgerlijke verdraagzaamheid tegenover protestanten invoerde. Dit hield echter geen gelijkschakeling in met de katholieke godsdienst, die de voornaamste bleef en als enige openbaar mocht worden uitgeoefend. Dit edict had ook geen betrekking op de joden in het rijk. Deze wet vormde een onderdeel van de ruimere religieuze hervormingen van keizer Jozef II (jozefinisme).

## Maatregelen
De katholieke godsdienst bleef de voornaamste en de enige die openbaar mocht worden uitgeoefend. De particuliere uitoefening van de protestantse godsdienst werd vrij. Dit betekende dat protestanten kerken mochten bouwen, maar dit was wel onderworpen aan de goedkeuring van de plaatselijke magistraat en het gebouw mocht uiterlijk geen kenmerken van een kerk vertonen, zoals een grote poort of een klokkentoren. Belangrijk was ook dat protestanten werden toegelaten tot alle private beroepen en tot de universiteiten. Ook burgerlijke ambten werden toegankelijk, maar dit was wel nog onderworpen aan het fiat van de keizer.

## Invoering in de Zuidelijke Nederlanden
Deze wetgeving werd in de Oostenrijkse Nederlanden niet ingevoerd met een edict maar met een rondschrijven van landvoogden Maria Christina van Oostenrijk en Albert Casimir van Saksen-Teschen aan de justitieraden en de verschillende overheden. Minister Neny koos hiervoor om geen onwelkome ruchtbaarheid te geven aan deze wet. De bisschoppen, met uitzondering van die van Brugge, zonden al na enkele dagen een krachtig protest. Bisschop Wellens van Antwerpen was hierin een voorganger. Ook de Leuvense universiteit en enkele plaatselijke besturen reageerden afwijzend. Deze actie kreeg echter weinig publieke respons en bloedde snel dood. Uiteindelijk waren er maar enkele protestantse gemeenschappen in de Oostenrijkse Nederlanden, die ook in de jaren voor 1781 al grotendeels ongemoeid werden gelaten. In zijn vastenbrief van 1782 legde aartsbisschop Frankenberg zich neer bij het Toleratie-edict.